# It Might Be You
It Might Be You ist ein Lied aus dem Film Tootsie. Geschrieben wurde es von Dave Grusin (Musik) sowie Marilyn Bergman und Alan Bergman (Text). Gesungen wurde es von Stephen Bishop.

## Charts
It Might Be You kam 29. Januar 1983 in die US-amerikanischen Charts. Das Lied blieb dort für 20 Wochen und erreichte dabei Platz 25. Am 28. Mai 1983 debütierte It Might Be You in den britischen Charts auf Platz 100. In der darauffolgenden Woche erreichte das Lied Platz 99 und verließ die Charts danach wieder.

## Auszeichnungen
It Might Be You war 1983 für den Oscar in der Kategorie Bester Filmsong nominiert, verlor aber gegen Up Where We Belong aus dem Film Ein Offizier und Gentleman.

## Coverversionen
It Might Be You wurde unter anderem von Rumer, Patti Austin, Dave Koz featuring India.Arie bzw. Peter White, Norma Winstone, Walter Beasley, Kathy Troccoli, Charlie Haden mit Michael Brecker featuring Brad Mehldau und Brian Blade, Cheryl Bentyne, Roberta Flack, Barbara Dickson, Elaine Paige feat. Johnny Mathis, Bradley Joseph, Diane Schuur, Dave Grusin with the London Symphony Orchestra und Lea Salonga gecovert.
Die Version von Roberta Flack ist auch im Film Waiting to Exhale – Warten auf Mr. Right zu hören, erschien aber nicht auf dem Soundtrack des Films.